# Buzara propyrrha
Buzara propyrrha là một loài bướm đêm thuộc họ Erebidae. Nó được tìm thấy ở Úc và Fiji.
Sải cánh dài khoảng 40 mm.